# Kod Karola Wielkiego
Kod Karola Wielkiego (niem. Die Jagd nach dem Schatz der Nibelungen ) – niemiecki telewizyjny film przygodowy z 2008 roku.

## Fabuła
Historyk Eik Meiers (Benjamin Sadler) od lat próbuje udowodnić, że skarb Nibelungów - zgodnie z legendą najcenniejszy na świecie - istnieje naprawdę. Klejnoty, o których pisano w średniowiecznym germańskim eposie, zawsze sprowadzały śmierć na swojego kolejnego właściciela. Mimo to od wieków ludzie są gotowi poświęcić wszystko, by je zdobyć. Podczas poszukiwań stracili życie kochana żona i przyjaciel Eika. Postanowił on wówczas porzucić zajęcie, któremu z pasją dotychczas się poświęcał. Teraz, po dziesięciu latach, pojawia się nowy obiecujący trop w sprawie. Mężczyzna wznawia poszukiwania. W misji towarzyszą mu młody, odważny Justus (Fabian Busch) i atrakcyjna naukowiec Katharina Berthold (Bettina Zimmermann). Przy okazji przemierzania Europy śladem zaginionego skarbu zostają wplątani w brutalne rozgrywki między żądnymi pieniędzy i władzy grupami.

## Obsada
- Benjamin Sadler: Eik Meiers
- Bettina Zimmermann: Katharina Berthold
- Fabian Busch: Justus
- Liv Lisa Fries: Kriemhild Meiers (Krimi)
- Hark Bohm: Heinrich Brenner
- Detlef Bothe: Richter
- Stephan Kampwirth: André Cabanon

## Produkcja
Zdjęcia plenerowe kręcono w następujących lokacjach:
- Bawaria (zamek Neuschwanstein);
- Meklemburgia-Pomorze Przednie (Rugia);
- Nadrenia Północna-Westfalia (katedry w Kolonii i Akwizgranie, kompleks skalny Externsteine w Lesie Teutoburskim)[1].

## Kontynuacja
Film doczekał się kontynuacji w postaci sequeli Poszukiwacze świętej włóczni (2010) oraz Poszukiwacze Bursztynowej Komnaty (2012).